# Фалсификовани новац
Фалсификовани новац је новац у промету (углавном новчанице, ретко кованице), који је противзаконито (илегално) произведен тако да изгледа службеним средствима плаћања довољно блиско како би могло довести до заблуде и био прихваћен као прави новац. Производња лажног новца је облик преваре.
Кривотворење је вероватно старо као и сам новац. Пре увођења папирног новца, најчешћа метода преваре је било ковање лажног новца користећи мешање јефтиних метала, као замену за злато и сребро. Данас је најчешћи начин преваре штампање скенираних новчаница легитимним штампачима.
Неке од штета које се могу проузроковати фалсификовањем новца су:
1. смањење вредности правог новца;
2. повећање цена (инфлације) због кружења више новца у економији државе;
3. смањење прихватљивости папирног новца и
4. губици настали прихваћањем лажног новца јер се не надокнађује вредност фалсификованих новчаница.[2][3]

Традиционално, мере против фалсификовања подразумевају укључивање финих детаља и сигурносних елемената који се тешко успешно фалсификују приликом штампања новчаница, а који омогућују и нестручним особама да открију превару.